# Jerry Tuwai
Jerry Tuwai, vlastním jménem Seremaia Tuwai Vunisa (* 23. března 1989 Suva) je fidžijský hráč ragby 7 a dvojnásobný olympijský vítěz. Měří 170 cm a váží 81 kg.
Pochází z Newtownu, chudinského předměstí fidžijské metropole Suvy. Původně byl volejbalistou, až v osmnácti letech se zaměřil na ragby a hrál za tým školy maristů a za Davetalevu Club. Ve fidžijské reprezentaci debutoval roku 2014. V roce 2015 se podílel na vítězství na turnaji USA Sevens v Las Vegas. Startoval na Letních olympijských hrách 2016, kde ragbisté získali pro Fidži první olympijské zlato v historii země. Na Hrách Commonwealthu v roce 2018 skončil s fidžijským týmem na druhém místě. Ve stejném roce startoval na mistrovství světa v sedmičkovém ragby, kde Fidžijci skončili čtvrtí. Byl kapitánem týmu na olympiádě 2020, kde položil pětku ve čtvrtfinále a v semifinále a zasloužil se o obhajobu titulu. Stal se tak vůbec prvním ragbistou, který vyhrál olympiádu podruhé. Na LOH 2024 získal stříbrnou medaili. Má také tři tituly z World Rugby Sevens Series (2014/15, 2015/16 a 2018/19).
V roce 2019 ho organizace World Rugby vyhlásila nejlepším světovým hráčem sedmičkového ragby (v letech 2017 a 2018 byl mezi trojkou nominovaných). V roce 2020 byl zvolen nejlepším hráčem desetiletí.